# Anđela Maslač
Anđela Maslač (* 2. Juli 1962) ist eine ehemalige kroatische Fußballspielerin.
Maslač kam im ersten Länderspiel der kroatischen Fußballnationalmannschaft der Frauen am 28. Oktober 1993 gegen Slowenien in Ižakovci zum Einsatz. Aufgrund guter Leistungen wurde sie noch weitere sechsmal berufen. Ihr letztes Spiel bestritt sie am 21. September 1994 bei der 0:8-Niederlage gegen Deutschland.